# دجغان (دجغان)
دجغان (بالفارسية: دژگان) هي مستوطنة تقع في إيران في قسم دجغان الريفي. يقدر عدد سكانها بـ 1,346 نسمة .